# Kepler-16b
Kepler-16b, ook wel Kepler-16 (AB)b en informeel Tatooine genoemd, is een exoplaneet. De planeet heeft een massa vergelijkbaar met Saturnus en bestaat half uit steen en half uit gas. De planeet draait rond de dubbelster Kepler-16, met een periode van 229 dagen voor een afstand van 105 miljoen km (vergelijkbaar met Venus). Kepler-16b is de eerst ontdekte planeet waarbij officieel vastgesteld kon worden dat deze om twee sterren draait, daarom wordt hij circumbinair ("rond twee") genoemd.
De exoplaneet is ontdekt door een team onder leiding van Laurance Doyle.

## Zichtbaarheid
De twee dwergsterren bevinden zich op ongeveer 35 miljoen km van elkaar en wentelen in 41 dagen rond elkaar. De planeet is ontdekt met de transitiemethode. Echter vanaf 2014 beweegt de planeet vanaf de aarde gezien niet meer langs een van de sterren. Voor de andere ster is dit het geval vanaf 2014. De planeet zal pas weer detecteerbaar zijn in 2042.

## Leefbare maan?
Volgens astrofysici van de Universiteit van Texas te Arlington zou zich in het stelsel ook een leefbare wereld kunnen bevinden - niet als zelfstandige planeet, maar als maan van de grote gasplaneet Kepler-16b. De ontdekking van Kepler-16b deed in september 2011 nogal wat stof opwaaien. Het feit dat de planeet om een dubbelster draait, deed namelijk denken aan de fictieve planeet Tatooine - de geboortewereld van Luke Skywalker, hoofdpersoon van de Star Warsfilms. Volgens de Texaanse astrofysici zouden er in het dubbelstersysteem in principe twee leefbare zones kunnen zijn - gebieden waar planeten een zodanige temperatuur kunnen hebben dat er vloeibaar water kan bestaan én een stabiele baan kunnen volgen. De ene is de zone buiten de baan van Kepler-16b, maar in dat geval zou de atmosfeer van een eventuele planeet aanzienlijke hoeveelheden broeikasgas moeten bevatten om de juiste temperatuur te hebben. De andere leefbare zone is de directe omgeving van Kepler-16b zelf. Als er om deze grote gasplaneet manen wentelen, zouden ook dat leefbare werelden kunnen zijn.

Artistieke weergave van het Kepler-16-stelsel met Kepler-16A in geel, Kepler-16B in oranje/rood en Kepler-16b in paars.